# 康納 (緬因州)
康納（英語：Connor）是位於美國緬因州阿魯斯圖克縣的一個未組織地區。

## 地方資料
康納的面積為102.10平方千米，當中陸地面積為101.90平方千米，而水域面積為0.20平方千米。根據2010年美國人口普查的數據，當地共有人口418人，而人口密度為每平方千米4.09人。